# Sarophorus tuberculatus
Sarophorus tuberculatus là một loài bọ cánh cứng trong họ Bọ hung (Scarabaeidae).